# ماريو جورجييف
ماريو جورجييف هو لاعب كرة قدم بلغاري في مركز الوسط، ولد في 23 ديسمبر 1987 في بلوفديف في بلغاريا. لعب مع بيرين جوتشي ديلتشيف وفيهرين ساندانسكي ونادي لوكوموتيف بلوفديف.

## وصلات خارجية
- ماريو جورجييف على موقع قاعدة بيانات كرة القدم.إي يو (الإنجليزية)